# Jaufre Rudel

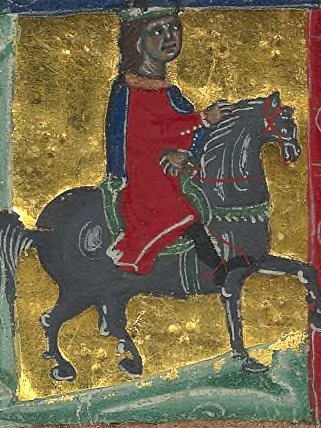
Jaufré Rudel

Jaufre (Jaufré, în occitana modernă și în franceză) Rudel ( cca 1113 la Blaye - spre 1170) a fost un trubadur provensal  din Aquitania de limbă occitană (langue d'oc). Cunoscut  sub numele de Prinț de Blay (Prinț de Blaia), senior de Pons și Bergerac, a luat parte, după anul  1147, la  Cruciada a doua și, se pare că, își găsește sfârșitul în timpul asediului Damascului. Conform biografiei legendare (vida), îndrăgostindu-se de Prințesa de Tripoli, fără să o fi văzut, devine  cavaler cruciat numai ca să o întâlnească. Pe drum, se îmblolnăvește grav și moare în brațele prințesei, la hanul unde fusese adus. A creat poeme pe tema „dragostea de departe” (amor de lonh sau amour de loin).

## Rudel în legendă și literatură
De la acest trubadur s-au păstrat doar șapte lucrări, ultima fiind discutabilă sub raportul paternității. Creația lui aparține speciei canțonei lirice (canso sau canson) având tematică erotică,  caracterizându-se prin respectul față de codul iubirii cavalerești. A scris cântece de dragoste, în care cântă „iubirea de curte" (fin’amour), dragostea imposibilă și fără speranță, fie datorita faptului că doamna inimii este măritata și are un rang superior, fie că aceasta se află prea departe.  Remarcabil  rămâne poemul sau „Dragostea de departe” ( amor Lonh ), dedicat Doamnei din Răsarit, de care se îndragostise.  Ulterior, aceasta doamnă  a fost identificată cu Hodierne, contesă de Tripoli, ea rămânând  inaccesibilă prin faptul că era femeie căsătorită .
Canțonele lui  au influențat creația unor autori de mai târziu, precum Dante Alighieri, Francesco Petrarca, Cyrano de Bergerac, Heinrich Heine, Edmond Rostand, Robert Browning,  Giosuè Carducci, Mireille Calmel⁠(fr)[traduceți].

## Lirica lui Rudel
Lirica lui Rudel a fost caracterizată de Paul Zumthor:
„La cei mai vechi trubaduri se poate asista la elaborarea unui sistem funcțional pe care ei îl fabrică totodata empiric și viguros, cu ajutorul unor elemente, în mare parte împrumutate, dar a căror combinație face să țâșnească, prin apropiere metaforică, antiteză și joc subtil de ambiguități, valori noi, formule indedite și, curând, obișnuința de constrângere.”
Cea mai cunoscută canțonă a lui Rudel rămâne „Dragostea de departe”.
„Lanquan li jorn son lonc en may
M'es belhs dous chans d'auzelhs de lonh,
E quan mi suy partitz de lay,
Remembra'm d'un' amor de lonh.
Vau de talan embroncx e clis
Si que chans ni flors d'albespis
No-m valon plus que l'yverns gelatz
[......................................................]”
„Când ziua-n mai devine viers
Un zvon  mă cheamă  de departe
Arzându-mă și dându-mi ghes
să  cânt iubirea  de departe.
Cu fruntea grea și abătut     
Merg pe cărări înmiresmate
ca prin nămeți  de netrecut [...]”

Alte poeme, deși păstrează tema iubirii, se apropie mai mult de pastel:
„Quan lo rossignols el folhos
Dona d’amor e’n quier e’n pren
E mon son chan jauzent joyos
E remira sa par soven,
E’l riu son clar e’l prat son gen,
Pel novel deport que renha,
Mi ven al cor grans joys jazer
[...............................................]”
„Cînd prin frunziș privighetoarea
iubire cere și primește,
și plin e cîntu-i de-nfocare,
și cald perechea și-o privește,
și-s flori, și rîul strălucește,
această largă bucurie
îmi umple inima de dor[...]”